# Kamov Ka-50
Kamov Ka-50 "Cá mập đen" (tiếng Nga: Чёрная акула; Chornaya Akula, tên ký hiệu của NATO: Hokum A) là loại trực thăng tấn công một chỗ ngồi của Nga, sử dụng hệ thống cánh quạt nâng đồng trục của phòng thiết kế Kamov. Quá trình thiết kế của Ka-50 bắt đầu từ những năm 1980, và nó chính thức phục vụ trong quân đội Nga vào năm 1995. Nó được sản xuất bởi nhà máy "Tiến bộ" tại Arsenyev. Chức năng của máy bay này là trực thăng trinh sát/tấn công vũ trang hạng nặng.
Vào cuối thập niên 1990, Kamov và Israel Aerospace Industries cũng hợp tác phát triển trực thăng Ka-50 hai chỗ ngồi mang tên Kamov Ka-50-2 "Erdogan" để tham gia cạnh tranh trong gói thầu bán trực thăng tấn công cho quân đội Thổ Nhĩ Kỳ. Một phiên bản hai chỗ ngồi khác là Kamov Ka-52 "Cá sấu" (tiếng Nga: Аллигатор, tên mã NATO: Hokum B). Hiện nay, Ka-50 đã bị ngưng sản xuất và người Nga chuyển sang chế tạo trực thăng Ka-52.
Kamov Ka-50/52 là loại trực thăng tấn công đầu tiên trên thế giới sử dụng hệ thống hai cánh quạt quay đồng trục và là trực thăng đầu tiên trên thế giới sử dụng ghế phóng thoát hiểm cho phi công.

## Phát triển
Lịch sử phát triển của Ka-50 bắt đầu từ nửa cuối thập niên 1970, khi Ban Chấp hành Trung ương Đảng Cộng sản Liên Xô ký quyết định yêu cầu Kamov và Mil cạnh tranh với nhau thiết kế một mẫu trực thăng mới.
Ka-50 là phiên bản sản xuất của mẫu thử nghiệm V-80Sh-1. Chuyến bay thử đầu tiên bắt đầu từ năm 1982. Trong thời gian này, V-80 gặp phải sự cạnh tranh từ các mẫu thử nghiệm của Mi-28 bên phòng thiết kế Mil. Sau nhiều thử nghiệm khác nhau, tháng 10 năm 1984, phía quân đội đã quyết định lựa chọn V-80 làm mẫu trực thăng sản xuất đại trà. Yêu cầu sản xuất trực thăng được phê chuẩn bởi Hội đồng Bộ trưởng Xô Viết vào ngày 14 tháng 12 năm 1987. Việc phát triển trực thăng được các cơ quan phương Tây nhắc đến lần đầu vào năm 1984 và ảnh chụp đầu tiên xuất hiện năm 1989. Sau những đợt bay thử nghiệm, lô hàng đầu tiên đã được yêu cầu cung cấp cho quân đội vào năm 1990. Loại trực thăng này được công bố chính thức lần đầu với cái tên Ka-50 vào một cuộc triển lãm ở Anh vào tháng 3 năm 1992.

## Đặc điểm

### Thiết kế
Kamov Ka-50 là loại trực thăng sử dụng hai cánh quạt nâng đồng trục với hai "cánh ngang" thẳng để treo vũ khí và phần đuôi kéo dài. Nhiều đặc điểm đặc trưng đã được tích hợp để nâng cao sức chiến đấu và giảm chi phí. Ka-50 được thiết kế để tác chiến độc lập và có khả năng hoạt động suốt 2 tuần liền mà không cần đến sự giúp đỡ của các đơn vị hậu cần tại mặt đất.
Thân trực thăng thiết kế kiểu đặc trưng của máy bay, bao hàm một lượng lớn vật liệu tổng hợp (lên đến 30 - 35% khối lượng) và hợp kim nhôm. Việc sử dụng nhiều vật liệu tổng hợp polymer như vậy giúp giảm bớt cân nặng của máy bay tới 20 - 30%, tăng cường độ tin cậy, khả năng sống sót, tuổi thọ của máy bay từ 2 tới 2,5 lần, giảm sự khó khăn trong việc thực hiện các động tác bay thao diễn phức tạp từ 1,5 đến 3 lần (bằng cách làm giảm số lượng chi tiết máy bay, giảm số đinh tán và mối nối), giảm sự phức tạp trong việc lắp ráp đến 2 lần.
Về mặt kỹ thuật, thân máy bay được chia làm ba phần: đầu, sau và đuôi. Các đường viền bên ngoài trên thân là các tấm vật liêu tổng hợp được xếp đặt trên một khung sườn kim loại và được đặt trên phần động cơ. Động cơ được kết nối với cơ cấu điều khiển thông qua các tấm tựa rộng thay vì cơ cấu cửa sập hẹp và đường ống "hình cổ" như các máy bay bình thường. Kính ở cửa sổ trước và sau được làm bằng kính chống đạn, còn kính ở cửa sổ trước, cửa sổ trên và kính ở cửa ra vào được làm bằng thủy tinh plexiglas (polimetylmetacrylat). Ở bên trái buồng lái và cửa sập bên phải có then cài sử dụng thuốc nổ, dùng trong trường hợp khẩn cấp. Ở bên phải, phía trên cửa sổ có tích hợp hệ thống thoát hiểm khẩn cấp điều khiển bằng tay. Buồng lái có thể chịu được đạn pháo 23mm, còn kính cửa sổ có thể chịu được đạn súng máy 12,7mm. Từ phiên bản thử nghiệm thứ tư của máy bay (số hiệu đuôi 014) có gắn một chiếc kính chiếu hậu ở cửa sổ trên để người phi công có thể nhìn phía sau máy bay; các phiên bản hiện đại hơn sử dụng đến hai chiếc kính chiếu hậu như vậy.
Phần sau của thân máy bay là khoang chứa đạn dược, khoang nhiên liệu, các thiết bị điện tử, giá đỡ động cơ, hộp số chính. hệ thống lái và thủy lực. Ở phía bên phải, gần với trọng tâm máy bay là vị trí gắn súng chính. Tất cả các hệ thống và thiết bị này được xếp đặt sao cho thiết bị ít quan trọng hơn sẽ nằm phía ngoài, che đỡ những thiết bị quan trọng nhất. Phần đuôi khá dày, cánh đuôi thon dần về phía sau, đuôi có hai cánh thăng bằng, làm bằng vật liệu kelvar/nomex, nằm trên một thanh ngang dáng thon nhọn dài 1,2 mét, ở vị trí che chắn các thiết bị điện tử.
Ka-50 có hai cánh phụ với sải cánh dài 7,34 mét, chứa tổng cộng 4 điểm treo vũ khí, có thể mang đến 2000 kg vũ khí ở 2 cánh.
Trực thăng sử dụng hai hàng bánh đáp, khi bay thì được xếp gọn lại, khi hạ cánh sẽ bung ra. Hai bánh đáp trước có kích thước 400 × 150 mm, có khả năng quay đổi hướng để "lái" và tích hợp hệ thống giảm xóc tay lái, khi bay thì thu vào nằm gọn trong một khoang trong lòng thân. Hai bánh đáp sau cách nhau 2,6 mét, có kích thước 700 × 250 mm, khi thu gọn lại thì được gấp vào sát phần đáy phía sau của thân. Chiều dài cơ sở (khoảng cách giữa trục bánh trước và trục bánh sau) là 4,91 mét. Hệ thống treo của Ka-50 sử dụng bộ phận giảm xóc "cộng hưởng nền đất", khi lực đáp vượt quá giới hạn chịu đựng thì sẽ tự gãy vỡ mà không làm hại đến các bộ phận khác của máy bay. Nếu như bánh đáp không kịp bung ra, trực thăng có thể đáp khẩn cấp bằng bụng, lúc đó một hệ thống khoang tổ ong phía dưới sẽ che đỡ cho phi công khỏi va chấn, và tỉ lệ phương diện (tỉ số giữa chiều ngang và chiều cao) rất lớn của hai cánh bên giúp máy bay không bị lật nhào.
Các thiết bị điện của máy bay được cung cấp năng lượng từ một hệ thống gồm máy dao điện, mạch chỉnh lưu và pin sạc. Máy phát điện hoạt động nhờ công sinh ra từ động cơ chính và động cơ phụ, sản sinh ra một dòng điện xoay chiều 3 pha với hiệu điện thế 115 V và tần số 400 Hz. Hệ thống điện tử nhận năng lượng từ dòng điện một chiều 27 V. Công suất của hai máy phát điện là 800 W và của máy đảo điện là 500 W. Điện trên máy bay có thể được nạp từ nguồn dưới đất với hiệu điện thế 115 V và tần số 400 Hz.
Máy bay được tích hợp hệ thống làm nóng bằng điện để tan băng cho cánh quạt quay, kính chắn gió, hệ thống cảm biến góc tấn và trượt bên, đồng hồ, dụng cụ quan trắc. Cửa hút khí và cửa chống bụi cũng có dụng cụ làm ấm luồng khí để tạo đủ nhiệt độ cho động cơ hoạt động. Kính chắn gió và chống đạn ở buồng lái cũng có tích hợp thêm các thiết bị chùi rửa. Mức độ hiện diện của tuyết và băng trong ngày và đêm được xác định bởi một thiết bị đánh giá rủi ro đặt trong phần mũi máy bay.

### Động cơ và hệ thống truyền động

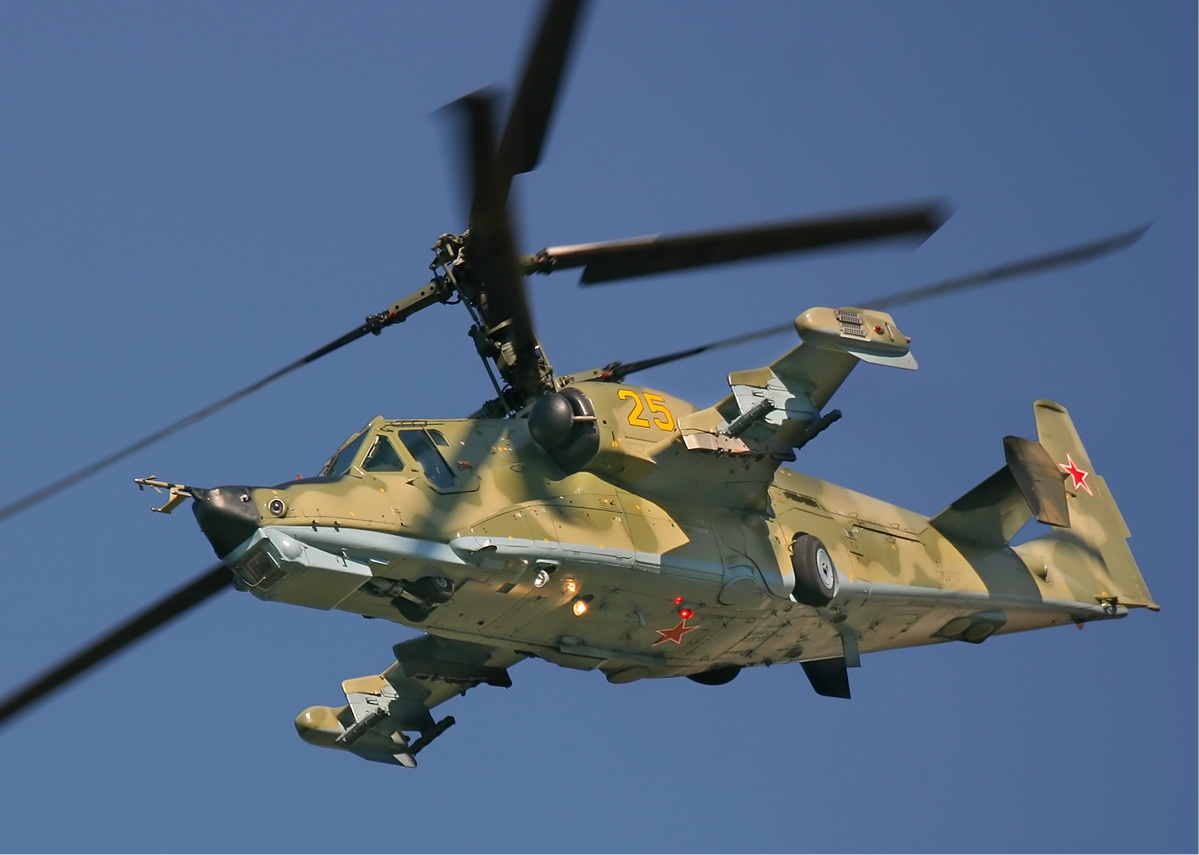
Ka-50 đang bay.

Ka-50 sử dụng hai động cơ turbine trục TV3-117VMA có công suất 2200 mã lực mỗi động cơ. Mỗi động cơ nằm trong một khoang và chúng được đặt nằm ngang hai bên thân máy bay để tăng khả năng sống sót và giảm nguy cơ hai động cơ cùng một lúc đều bị tấn công. Cửa hút khí và cửa xả khí quay hướng ra bên ngoài so với thân máy bay. Hoạt động của chúng được đồng bộ hóa. Từng động cơ có hệ thống dầu máy riêng, giúp bôi trơn và tản nhiệt cho toàn bộ hệ thống treo, truyền động và hộp số. Chúng có thể hoạt động trong tình trạng không có dầu bôi trơn trong vòng 30 phút. Ống xả được tích hợp hệ thống hướng dòng bụi ly tâm để ngăn bụi bay vào động cơ, giúp máy bay có thể cất cánh tốt trong điều kiện chưa được chuẩn bị. Bộ phận che khí xả khiến các thiết bị cảm ứng nhiệt bằng hồng ngoại khó phát hiện ra máy bay hơn. Máy bay khởi động nhờ động cơ phụ AN-9. Động cơ chính và động cơ phụ được tách riêng nhau ra nhờ các vách ngăn. Hệ thống truyền động Ka-50 bao gồm một bánh răng số chính và hai bánh răng số trung gian để truyền lực của động cơ tới hệ thống điều khiển. Trong trường hợp bay chỉ với một động cơ hoạt động hay trong chế độ quay tự động, bánh răng chính sẽ tách rời khỏi một hay cả hai động cơ.
Kamov Ka-50 sử dụng hai cánh quạt đồng trục quay ngược chiều nhau, đây là trực thăng tấn công đầu tiên sử dụng kiểu cánh quạt này. Nhìn từ trên xuống, cánh quạt tầng trên quay thuận chiều kim đồng hồ, còn cánh dưới quay ngược lại. Mỗi tầng cánh quạt bao gồm 3 cánh, đường kính 14,5 mét. Cánh quạt nối với trục quay tại các ổ trượt hỗ trợ không có bản lề. Góc tấn của cánh quạt được điều chỉnh bởi một cơ cấu đĩa lắc. Được thiết kế tại Học viện Khí Thủy động lực Trung ương Nikolay Yegorovich Zhukovskiy (Центральный аэрогидродинамический институт им. профессора Н. Е. Жуковского - ЦАГИ), cánh quạt có hình chữ nhật (dây cung dài 0,35 mét), bao hàm một thân rỗng có độ cong thay đổi tùy vị trí, kết nối với phần đuôi, vỏ và gờ cong được làm từ các tấm gỗ ép cứng. Đầu cánh quạt cụp xuống, có thể chịu được đạn 20mm, và trang bị hệ thống sử dụng thuốc phóng để thoát hiểm cho phi công.
Nhiên liệu được chứa trong hai khoang chính mềm ở thân. Khoang đầu tiên nằm ở phía sau buồng lái, còn khoang thứ hai ở phía trước đuôi. Nhiên liệu ở khoang thứ nhất được dùng để vận hành động cơ chính bên trái, còn khoang thứ hai dành cho động cơ chính bên phải và động cơ phụ. Trong trường hợp một động cơ gặp trục trặc, cả hai khoang sẽ tiếp nhiên liệu cho động cơ còn lại, và nếu ống bơm của một khoang bị hư thì khoang còn lại sẽ tiếp nhiên liệu cho cả hai động cơ. Các khoang nhiên liệu này nằm ở phần dưới của thân máy bay và ở bên hông tự niêm kín. Nhằm ngăn chặn cháy nổ khi bị xạ kích, cả hai khoang nhiên liệu đều chứa bọt polyurethane (PUR).
Hệ thống thủy lực trong Ka-50 được chia ra làm hai phần riêng biệt và hoạt động bởi hai bơm. Phần đầu tiên điều khiển hệ thống lái và hệ thống đáp khẩn cấp, phần thứ hai điều khiển vũ khí, cung cấp chất lỏng cho buồng chất lỏng của hệ thống thắng tại bánh đáp chính. Cả hai phần của hệ thống thủy lực được điều khiển bởi việc xoay bánh khía răng xoắn ở cả chế độ tự quay và chế độ bơm thủy lực.
Hệ thống điều khiển bay bao hàm việc điều khiển các động tác quay ngang, quay dọc, lái đổi hướng và điều khiển góc tấn của cánh quạt. Hệ thống điều khiển có một cơ cấu giúp tăng tải trọng của cần điều khiển trong trường hợp nằm trong cự ly nguy hiểm của cánh quạt. Hệ thống điều khiển lực kéo được cấu thành bởi các ống nhôm.
Thiết kế của Ka-50 cũng cho phép máy bay tải một lượng hàng 3 tấn bằng tời kéo. Động cơ của tời kéo nằm ở phần giữa thân, về phía bên phải của máy bay. Dây tời có chiều dài 20 mét.

### Ghế phóng thoát hiểm
Ka-50 được trang bị hệ thống phóng thoát hiểm K-37-800 sản xuất bởi Xí nghiệp Sản xuất, Nghiên cứu và Phát triển "Zvezda". Đầu tiên, phi công sẽ phải nhấn nút để làm bật mở trần buồng lái và kích nổ khối thuốc phá hủy cánh quạt để chúng không ngáng đường phóng thoát hiểm, sau đó kéo một sợi dây trên ghế ngồi để khởi động động cơ tên lửa và phóng phi công ra ngoài. Động cơ và ghế ngồi sẽ tách khỏi phi công và sau đó dù bung ra để phi công tiếp đất an toàn. Ghế phóng có thể giúp phi công thoát hiểm khi đang bay với vận tốc 400 km/h tại độ cao từ 0 đến 4000 mét..

### Hệ thống điện tử, điều khiển và liên lạc
Ka-50 sử dụng hệ thống điều khiển bay, tầm nhìn và định hướng "Rubikcon" (K-041). Hệ thống này cung cấp thông tin về toạ độ, vận tốc và hướng bay cho phi công. Bộ nhớ của hệ thống cũng lưu trữ các thông tin về vị trí sân bay, đường đi, mục tiêu và đích đến. Hệ thống có thể hoạt động độc lập mà không cần sự hỗ trợ từ các thiết bị mặt đất và các thiết bị nhận diện lỗi sai. Nền tảng của hệ thống điều khiển này là một phức hợp gồm 5 máy vi tính số hóa phụ trách các mảng: tác chiến, định hướng bay, hiển thị thông tin, định vị mục tiêu, quản lý hệ thống vũ khí.
Hệ thống điều khiển bay và định vị "Radian" cung cấp chế độ lái tự động và định hướng bay căn cứ trên sự tương tác với các phức hợp hệ thống khác. Bộ nhớ số của hệ thống có thể lưu trữ thông tin về vị trí 2 sân bay, 6 đoạn đường trung gian, 10 mục tiêu chiến dịch và 4 định hướng. Hệ thống bao gồm:
- Chương trình bay tự động
- Thông tin về vị trí và đường bay giúp xác định vị trí của máy bay, hướng bay, gia tốc và tốc độ
- Thông tin về độ cao và tùy chỉnh tốc độ
- Hệ thống hiển thị vị trí trực thăng trên bản đồ
- Tốc độ Doppler và góc trôi giạt, trình bày như một thiết bị sóng vô tuyến
- La bàn từ tính
- Hệ thống đo độ cao của máy bay so với bề mặt đất trong bán kính 300 mét.

Ka-50 sử dụng phức hợp hệ thống điều khiển vũ khí "Shkval-B" giúp xác định mục tiêu cho các tên lửa định vị nhờ một thiết bị màn hình và tia la-de. Phức hợp này có trang bị thêm một hệ thống ổn định tầm nhìn và theo dõi mục tiêu tự động dựa trên nguyên lý lưu trữ hình ảnh bề ngoài của mục tiêu. Thiết bị truyền hình có hai chế độ tầm nhìn hẹp và rộng với góc nhìn là: phương vị từ -35 đến +35 độ, và góc lên xuống từ 15 đến -80 độ. Phức hợp này cũng có tác dụng như một thiết bị thám sát và tìm kiếm. Sau khi định vị mục tiêu, việc theo dõi mục tiêu sẽ được thực hiện tự động.
Thiết bị định vị mục tiêu "Obzor-800" được tích hợp trên mũ phi công tương tác với hệ thống Shkval và định hướng mục tiêu cho tên lửa không đối không. Tầm nhìn của thiết bị là -60 đến 60 độ theo phương ngang và -20 đến 45 độ theo phương dọc. Hệ thống điều khiển vũ khí "JMA-800M" bao hàm truyền tín hiệu từ phi công và điều chỉnh tình trạng sẵn sàng của vũ khí. Các thông tin về tác chiến, định hướng và bay được hiển thị trên kính chắn gió (HUD) và hiển thị đa chức năng (MFD) bằng hệ thống "Ranet".
Ka-50 cũng được trang bị hệ thống cảnh báo (SAS) điều khiển và ngăn chận, hệ thống này thường xuyên kiểm tra sự vận hành của các thiết bị máy móc và sẽ phát tín hiệu báo động nếu có sự cố. Các thông tin về hành trình trong 3 giờ trước đó đổ lại sẽ được ghi nhận bởi hệ thống "Tester U3".
Hệ thống liên lạc bao gồm máy phát vô tuyến tần số rất cao dùng để thông tin với lực lượng mặt đất, các căn cứ không quân và các trực thăng khác. Ka-50 cũng có thiết bị nhận dạng bạn-thù và thiết bị truyền tín hiệu thông tin về vị trí và tình trạng của mình về căn cứ.

## Vũ khí

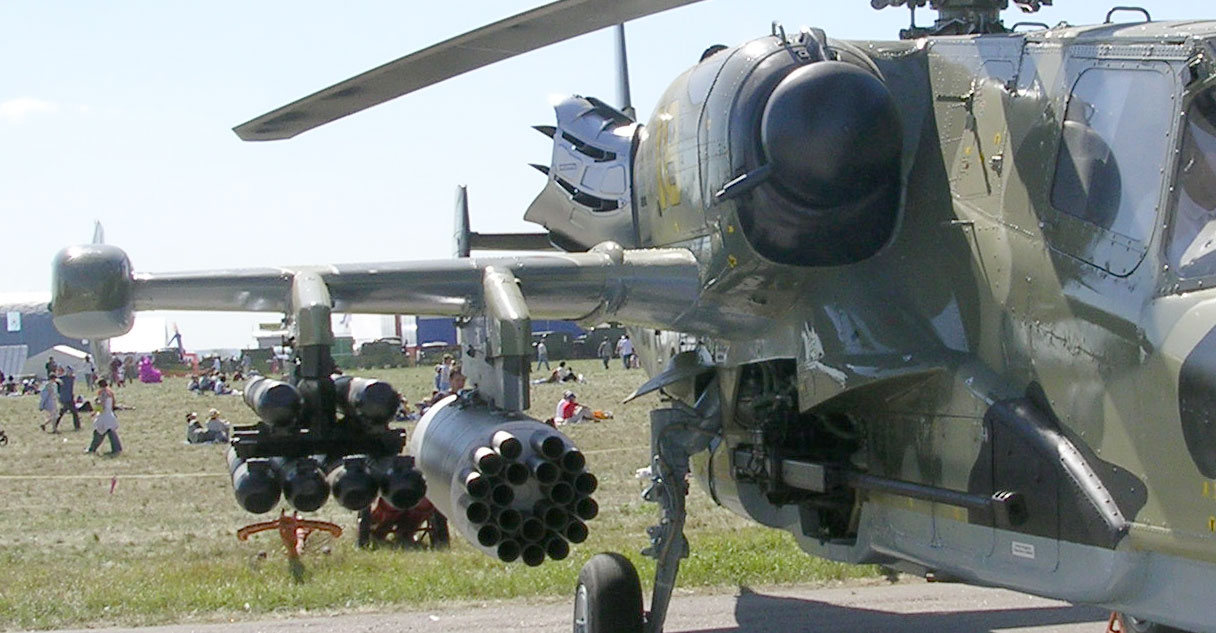
Trang bị vũ khí thông thường của Ka-50. Từ trái sang phải: dàn phóng mồi nhiệt, 6 tên lửa chống tăng Vikhir, bộ 20 ống phóng tên lửa 80mm S-8 B-8B20A, pháo tự động 30mm 2A42 Shipunov.

Ka-50 có thể mang nhiều loại vũ khí khác nhau với tổng tải trọng lên đến 2800 kg, trong đó có 2000 kg được treo ở trụ cánh.

### Pháo liên thanh 30mm
Ka-50 được trang bị pháo tự động 30mm 2A42 Shipunov. Súng có thể bắn đạn xuyên giáp hoặc đạn nổ mạnh, và có 2 lựa chọn về tốc độ bắn (550 hoặc 350 phát/phút). Trữ lượng đạn tối đa là 460 viên, chứa trong 2 hộp đạn. Súng có chế độ tự động ngắt nghỉ giữa mỗi loạt bắn chừng 10 - 20 phát. Bệ súng quay nhờ thiết bị lái thủy lực, so với thiết bị chạy điện thì có hiệu suất cao hơn và chiếm ít chỗ trống hơn, ít tiêu thụ điện năng và từ đó ít ảnh hưởng đến hệ thống điện dành chung cho cả máy bay. Hộp đạn được đặt trong thân máy bay giúp tăng gấp đôi số đạn mang theo và loại bỏ việc sử dụng ống tiếp đạn dẻo, tránh được sự gián đoạn trong các phát bắn. Việc sắp chỗ cho khối đạn dược không ảnh hưởng mấy đến kết cấu của trực thăng. Người Nga quyết định không sử dụng khẩu GSh-30-1 truyền thống do V. P. Gryazev thiết kế vì khẩu này có mức độ tin cậy kém trong các điều kiện nhiều bụi bặm hoặc trong chế độ bay chậm khiến ít có gió thổi vào làm mát nòng súng. Đại bác được đặt ở phần giữa của máy bay giúp tăng độ chính xác trong khi bắn, với độ chính xác khi nhắm mục tiêu là khoảng 1-2 miliradian (gấp 4 lần so với pháo của AH-64A). Đại bác có thể quay ngang từ -2 đến 9 độ và quay dọc từ 3 đến -37 độ. Mức độ cân bằng tĩnh cao trong quá trình bay cũng như khả năng cơ động cực cao của Ka-50 giúp cho việc ngắm bắn không quá khó khăn và người xạ thủ có thể bắn trúng mục tiêu ở khoảng cách 4 km, đủ để không lọt vào tầm ngắm của hệ thống phòng không tầm gần của địch quân.
Ka-50 cũng có thể sử dụng pháo GSh-23L cỡ nòng 23mm, với hộp chứa đạn UPK-23-250 có sức chứa 500 viên.

### Tên lửa và bom
Ka-50 chủ yếu sử dụng tên lửa điều khiển chống tăng 9K121 Vikhir thiết kế bởi Phòng thiết kế khí cụ Tula. Các tên lửa này được mang trên một dàn phóng cơ động UPP-800 treo trên mỗi cánh, mỗi dàn có khả năng mang 6 tên lửa. 9K121 Vikhir có khả năng tiêu diệt các mục tiêu mang giáp hạng nặng ở khoảng cách 8 – 10 km. Việc ngắm bắn thực hiện bằng tia laser với phương sai vào khoảng -12 độ theo chiều dọc.

## Các phiên bản

### Ka-50N và Ka-50Sh

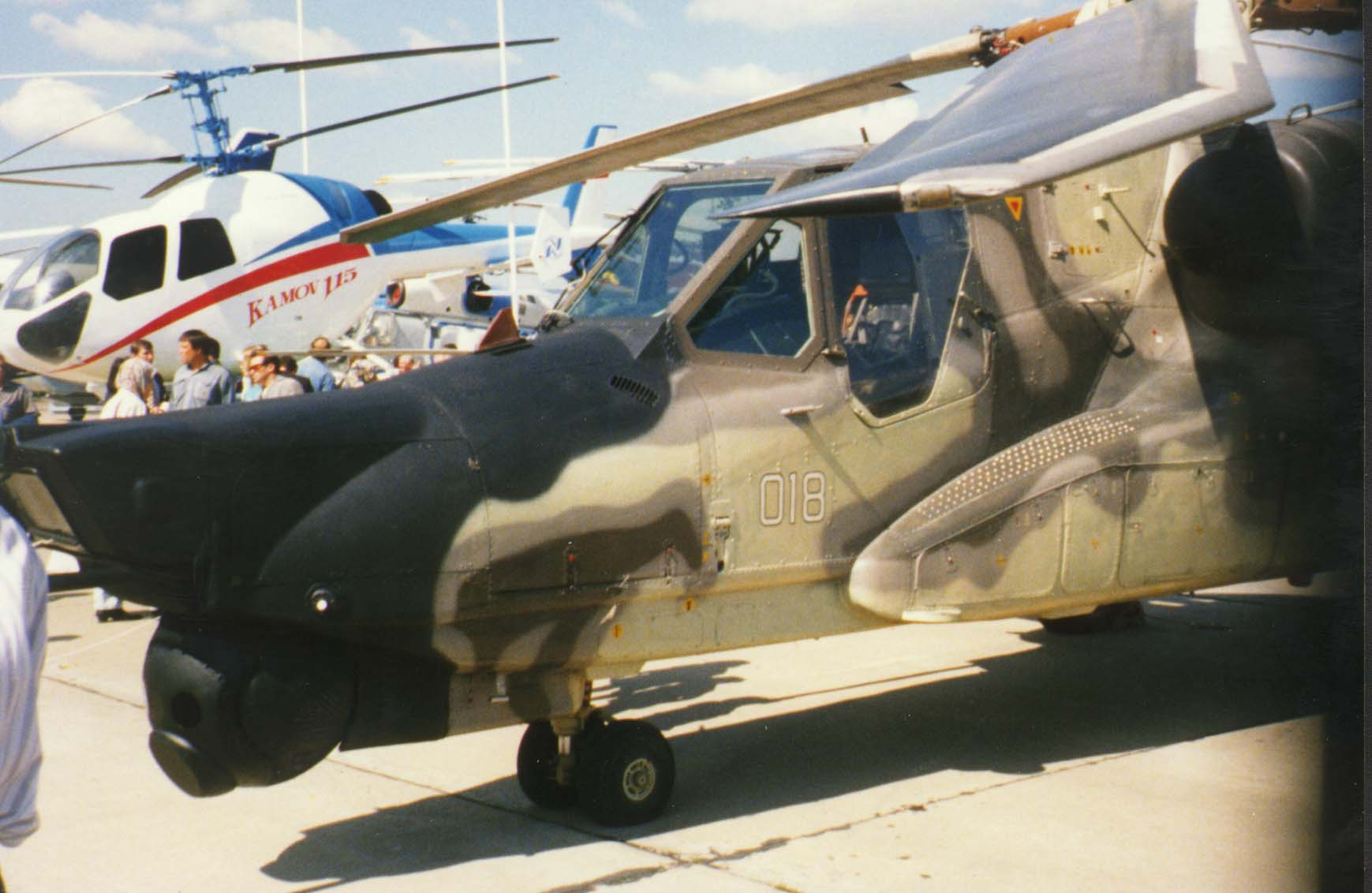
Ка-50Sh

Ngay từ năm 1987, khi Ka-50 được yêu cầu sản xuất cho quân đội, người ta đã nhận thấy rằng cần phải gấp rút cải thiện khả năng nhìn đêm còn hạn chế của nó để đáp ứng các vi phụ tác chiến trong đêm. Các phiên bản Ka-50N và Ka-50Sh được thiết kế để hoàn thành nhiệm vụ này. Ban đầu, Ka-50N được lắp đặt thiết bị nhìn đêm truyền hình có độ sáng yếu LLLTV "Merkury", tuy nhiên khó khăn về tài chính đã dẫn đến những vấn đề về độ tin cậy và tính khả dụng của hệ thống. Người Nga chuyển qua sử dụng thiết bị quan sát phía trước bằng hồng ngoại (Forward Looking Infra-Red - FLIR) và năm 1993 Kamov thảo một thiết kế tích hợp thiết bị nhìn đêm bằng hồng ngoại Shkval-N. Nhiều phiên bản đã được thử nghiệm, một phần trong số đó thì thiết bị "Shkval" được tích hợp thêm hệ thống hiển thị ảnh nhiệt, một số khác dùng hẳn thiết bị nhìn ngày-đêm mới là "Samshit" (cũng được sử dụng trên Ka-52). Một số ứng cử viên cho thiết bị nhìn đêm bao gồm cả các sản phẩm của các công ty Pháp là SAGEM và Thomson. Các sản phẩm ngoại quốc được xem xét như là giải pháp tạm thời cho các thiết bị nhìn đêm nội địa với tiến độ phát triển còn chậm.
Hai phiên bản máy bay đã giành chiến thắng chung cuộc sau các cuộc thử nghiệm, đó là: Ka-50N ("Nochnoy/Night") và Ka-50Sh ("Shar/Sphere", vì thiết bị nhìn đêm có hình cầu). Chiếc Ka-50Sh là mẫu thử nghiệm thứ 8 trước khi sản xuất; nó bay thử lần đầu tiên vào ngày 4 tháng 3 năm 1997. Biểu trưng của Kamov được sơn trên phần đuôi của máy bay. Ka-50Sh sử dụng hệ thống nhìn đêm Samshit-50 nằm trong một cái vỏ hình cầu có đường kính 640 mm (25 in) lắp đặt dưới mũi. Hiện Ka-50N và Ka-50Sh không được đưa vào sản xuất đại trà.

### Ka-50-2 Erdogan
Năm 1997, Israel Aerospace Industries (IAI) cùng với Kamov phối hợp thiết kế phiên bản Ka-50-2 Erdogan, trong một nỗ lực tranh đua cho một gói thầu 145 (về sau giảm xuống còn 50) máy bay trực thăng cho quân đội Thổ Nhĩ Kỳ. The Ka-50-2 có buồng lái 2 chỗ ngồi trước-sau, sử dụng buồng lái màn hình tinh thể lỏng (glass cockpit) do Israel sản xuất và một pháo 30mm có thể thu gọn lại trong tháp pháo ở dưới mũi máy bay (thay cho pháo cố định ở Ka-50 nguyên gốc). Nó sử dụng các thiết bị điện tử đã được kiểm chứng qua thực chiến cùng các tên lửa chống tăng dẫn hướng hiện đại để nâng cao hiệu suất chiến đấu. Trực thăng này có khả năng bay thao diễn xuất sắc và khả năng sống sót cao nhờ vào hệ thống cánh quạt quay đồng trục. Ka-50-2 Edrogan cũng được tích hợp bộ thiệt bị điện tử môđun linh hoạt của Israel, có thể được chỉnh sửa để phù hợp nhu cầu tác chiến của Thổ Nhĩ Kỳ và mang tiềm năng phát triển khá lớn.
IAI và Kamov thực hiện các đợt bay thử nghiệm cùng với Core Avionics của IAI. Các đợt bay này thể hiện khả năng hoạt động của buồng lái màn hình tinh thể lỏng hiển thị nhiều chức năng, và một thiết bị điều khiển và hiển thị (Control and Display Unit - CDU) hoạt động dưới sự điều kiển của máy tính được tập trung hóa. Khả năng định hướng bay cũng và hoạt động của hệ thống định vị mục tiêu tải trọng được ổn định, đa nhiệm vụ (Helicopter Multi-Mission Optronic Stabilized Payload - HMOSP) cũng được thử nghiệm trong đợt bay. Các thiết bị khác tham gia đợt thử nghiệm là thiết bị nhìn đêm và thiết bị xác định mục tiêu trong đêm, nhằm kiểm tra khả năng tác chiến ban đêm.
Thổ Nhĩ Kỳ ban đầu dự tính lựa chọn một phiên bản cải tiến của AH-1 SuperCobra thay vì Erdogan cũng như các mẫu trực thăng Eurocopter Tiger, AH-64 Apache, AH-2 Rooivalk, và A129 Mangusta. Tuy nhiên, quyết định cuối cùng vào năm 2007 lại là A129.

### Ka-52

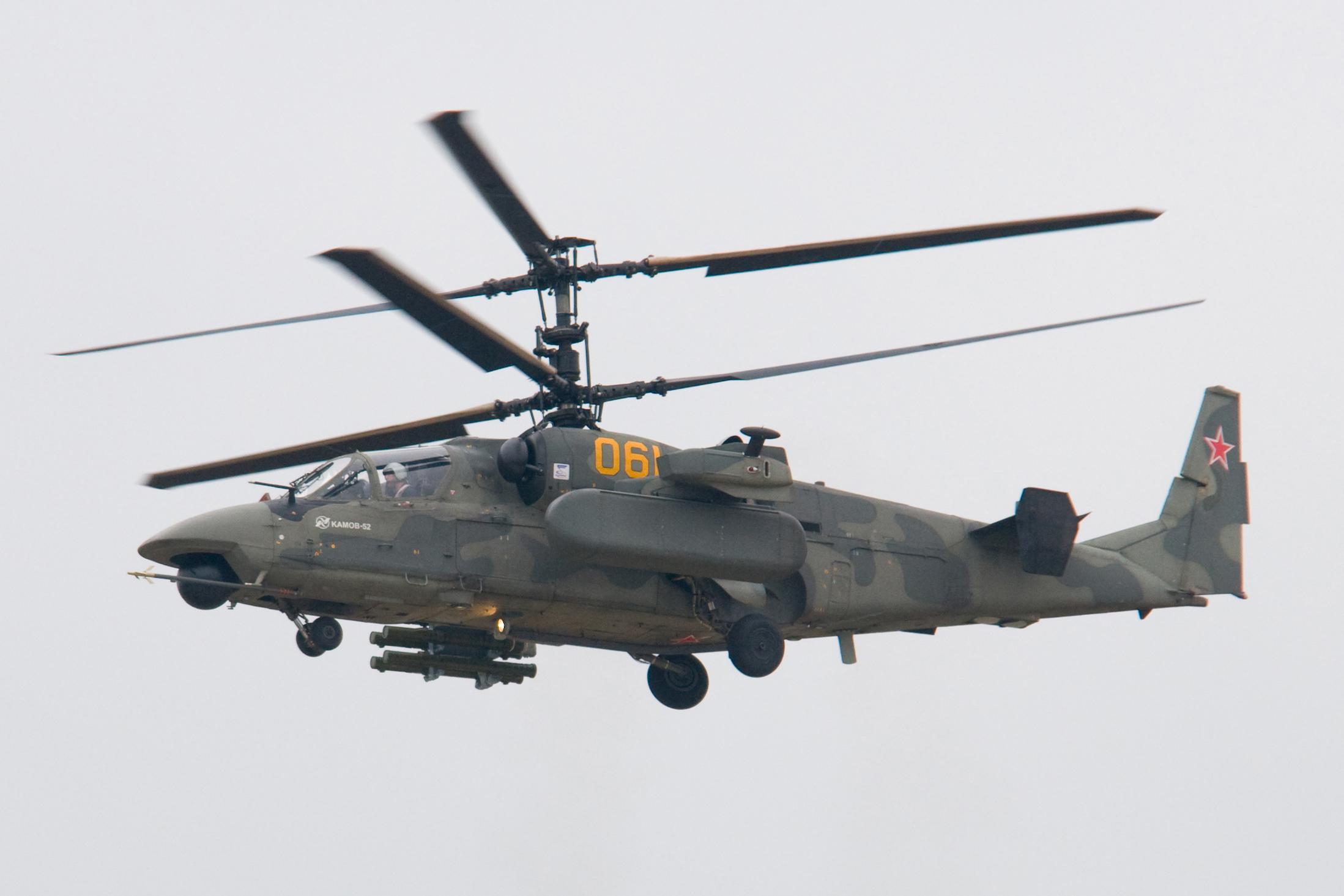
Ka-52 số hiệu "061", Zhukovski, 2009

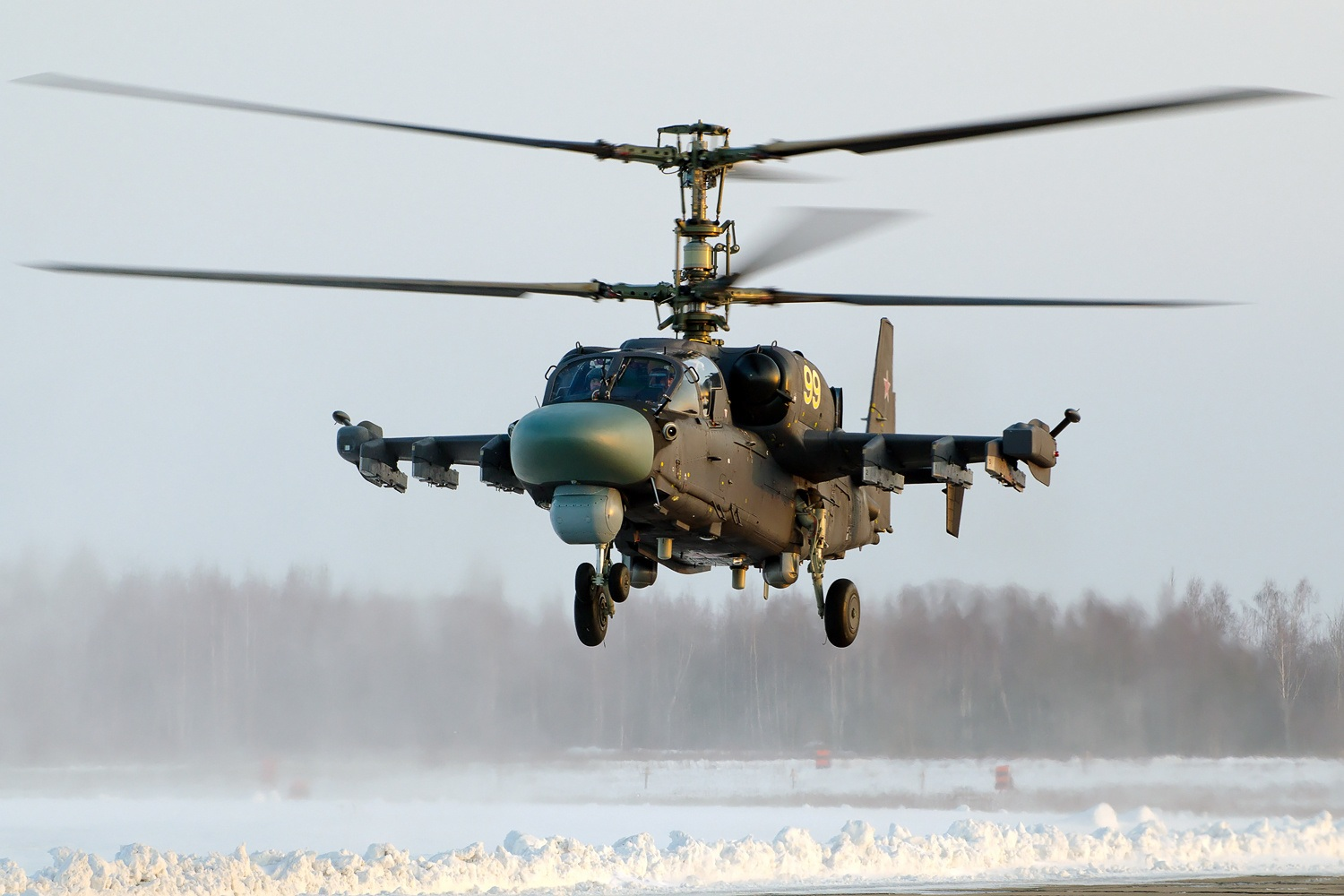
Ka-52 tại căn cứ không quân Torzhok

Trong đầu thập niên 1980, khi các thử nghiệm so sánh về V-80 (phiên bản thử nghiệm của Ka-50) và Mi-28 vẫn còn đang thực hiện, phòng thiết kế Kamov đã đề xuất một sự án thiết kế một loại trực thăng chuyên dùng trong việc trinh sát, định vị mục tiêu, hỗ trợ và phối hợp với các trực thăng tấn công chủ lực. Tuy nhiên, những khó khăn về kinh tế từ cuối những năm 1980 khiến kế hoạch này gặp nhiều trở ngại và để tiết kiệm chi phí, thay vì thiết kế một mẫu hoàn toàn mới, Kamov đã chọn phương án cải sửa thiết kế Ka-50 có sẵn để tích hợp các hệ thống do thám và xác định mục tiêu. Phiên bản Ka-50 cải sửa này yêu cầu phải có thêm một phi công đảm nhiệm công tác vận hành các thiết bị do thám đó, và Kamov đã thiết kế lại buồng lái từ một chỗ ngồi thành hai chỗ ngồi bên cạnh nhau, kiểu buồng lái này được kiểm chứng là giúp cải thiện sự tương tác và phối hợp giữa hai phi công với nhau. Phiên bản cải sửa hai chỗ ngồi này về sau được đặt cho cái tên chính thức là Ka-52.
So với Ka-50, Ka-52 có phần mũi mang hình dáng ít thô cứng hơn và có thêm hệ thống thám sát bằng sóng vô tuyến với hai cột ăngten để phát hiện các mục tiêu trên không, cùng một ăngten gắn trên mũi để phát hiện các mục tiêu dưới đất. Hệ thống nhìn ngày/đêm bằng hồng ngoại "Samshit" được gắn trong hai tháp quay hình cầu, một ở buồng lái và một ở dưới mũi. Phiên bản Ka-52 sử dụng đại bác gắn ở bên hông giống như là Ka-50. Hai cánh của Ka-52 mang 6 điểm treo vũ khí thay vì 4 ở Ka-50. Việc bố trí hai buồng lái ngồi song song khiến tính khí động học của thiết kế máy bay giảm đi rệt, và choán chỗ của số đạn dược trong máy bay. Vì vậy, để khối lượng và khả năng tác chiến ngang bằng với Ka-50, thiết kế của Ka-52 đã hy sinh một số ưu điểm thí dụ như giảm số đạn dược của súng chính và giảm mức độ bọc giáp, ví dụ như số đạn pháo 30mm bị giảm từ 470 viên xuống chỉ còn 240 viên. Khả năng bay của Ka-52 đã bị giảm đi so với Ka-50, ví dụ như tốc độ nâng hạ độ cao giảm từ 10m/giây xuống còn 8m/giây, sức nâng tải trọng G tối đa giảm từ 3,5g xuống còn 3g, và trần bay giảm từ 4.000 mét xuống còn 3.600 mét. Ka-52 có thể hoạt động vào ban ngày lẫn ban đêm và cả trong điều kiện khí tượng học bất lợi.
Dàn khung của chiếc Ka-52 đầu tiên được chế tạo từ giữa năm 1996 và việc sản xuất hàng loạt bắt đầu vào năm 2008. Trung đoàn Trực thăng Huấn luyện và Nghiên cứu số 696 đóng tại căn cứ không quân Torzhok đã nhận được 8 chiếc thử nghiệm với khả năng và thiết kế khác nhau nhằm mục đích nghiên cứu và phát triển thiết kế của mẫu trực thăng này. Vào tháng 12 năm 2010, Trung tâm Tác chiến và Huấn luyện Hoán chuyển số 344 (344-го ЦБП и ПЛС АА) tiếp tục nhận được 4 chiếc Ka-52 mới sản xuất.
Giai đoạn đầu tiên của quá trình thử nghiệm chính thức (ГСИ) kết thúc vào tháng 12 năm 2008 và loạt Ka-52 thử nghiệm tiếp theo được sản xuất cho giai đoạn 2 với nội dung bao hàm thử nghiệm về khả năng bắn và định vị mục tiêu. Hiện nay, Ka-52 đã hoàn tất xong các thử nghiệm cấp quốc gia, và chiếc trực thăng hoàn chỉnh thứ 4 đã được bàn giao cho Không quân Nga vào ngày 10 tháng 2 năm 2011. Theo kế hoạch mua sắm vũ khí của chính phủ, cho đến năm 2012 quân đội Nga sẽ nhận được 30 chiếc Ka-52. Đơn hàng thứ 2 tổng cộng 36 chiếc sẽ được đưa vào sử dụng cũng vào đầu năm 2012.

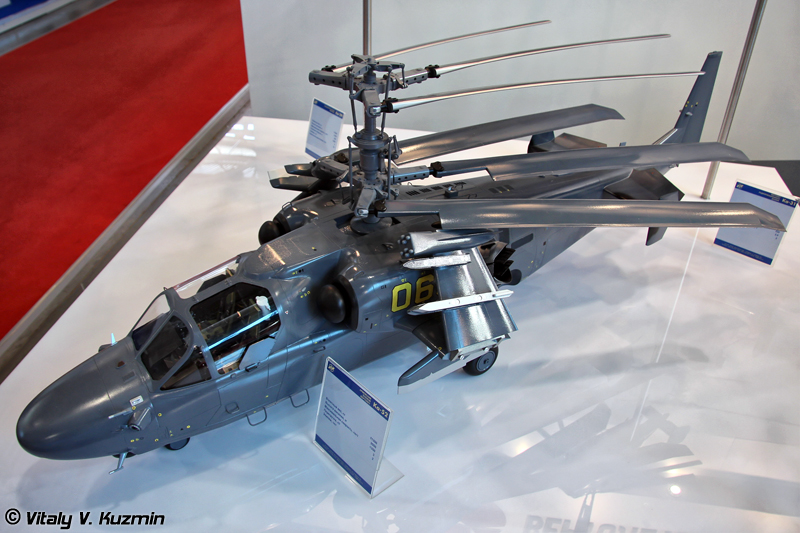
Ka-52K

Tàu đổ bộ tấn công lớp Mistral mà Bộ quốc phòng Nga mua về trang bị cho quân đội sẽ được trang bị các trực thăng Ka-52, các trực thăng này sẽ phiên chế vào các đội bay vốn bao hàm 8 trực thăng tấn công và 8 trực thăng vận tải/chiến đấu. Phiên bản dành cho hải quân của Ka-52 đã được chọn làm trực thăng tấn công cho lực lượng hàng không hải quân Nga, phiên bản này sẽ bao gồm cánh quạt quay và cánh mang vũ khí gấp gọn được, cùng với hệ thống duy trì sự sống cho các phi công, vốn mặc trên người bộ quần áo bảo hộ chống lạnh và chống thấm nước. Thân máy bay và các hệ thống sẽ được xử lý để chịu ăn mòn hóa học, máy bay cũng sẽ mang theo một rađa điều kiển bắn kiểu mới có khả năng hoạt động trong điều kiện tác chiến đặc trưng trên biển và hỗ trợ các tên lửa diệt hạm. Số lượng Ka-52 mà Hải quân Nga yêu cầu sẽ không ít hơn 40 chiếc, loạt đầu tiên dự kiến sẽ có mặt trong hải quân nga vào cuối năm 2014 hay đầu năm 2015, cùng thời điểm với lúc người Nga nhận được các tàu chiến chứa chúng.
Tuy nhiên, sau khi Nga sáp nhập Krym năm 2014, hợp đồng Mistral bị hủy và các Mistral lỡ duyên này được bán cho Ai Cập. Ai Cập đang đàm phán với Nga để mua Ka-52 biên chế trên các tàu Mistral vừa mua.

## Lịch sử chiến đấu

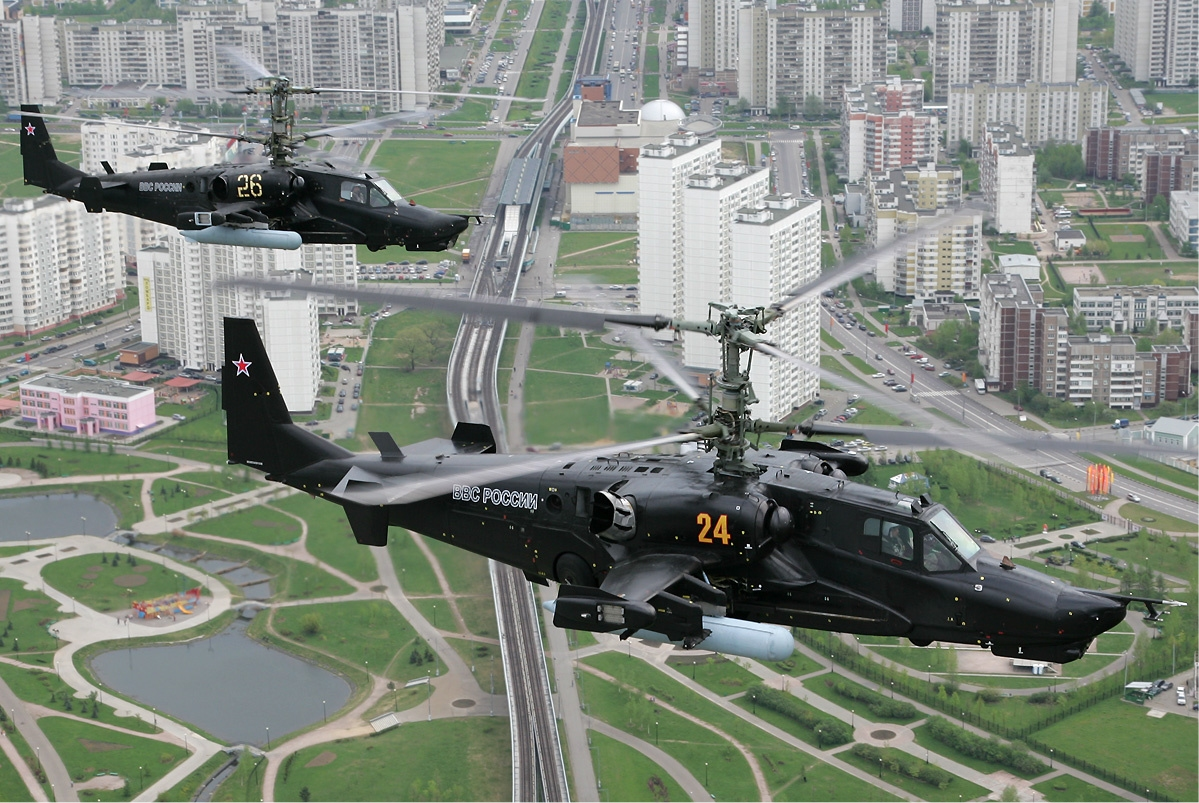
Một cặp trực thăng Ka-50 bay trên bầu trời Moskva.

Ka-50 tham chiến trong quân đội Nga trong cuộc chiến tranh Chechnya nhằm chống lại lực lượng ly khai tại vùng này. Hai chiếc trực thăng Ka-50 số hiệu 24 và 25 đã được đưa đến Chechnya vào tháng 12 năm 2000, cùng với nó là trực thăng Kamov Ka-29 làm nhiệm vụ trinh sát và hỗ trợ xác định mục tiêu. Ngày 6 tháng 1 năm 2001, Ka-50 lần đầu tiên sử dụng vũ khí thật tham gia thực chiến. Vào ngày 9 tháng 1, tại lối vào ở một hẻm núi gần khu dân cư Komsomolskoye, một trực thăng Ka-50, hỗ trợ bởi một trực thăng Mi-24, đã sử dụng tên lửa S-8 phá hủy một nhà kho chứa đạn dược của quân ly khai Chechnya. Ngày 6 tháng 2, một nhóm tác chiến gồm 2 trực thăng Ka-50 và một trực thăng Ka-29 phát hiện ra một vị trí đóng quân của quân Chechnya nằm trong một vùng núi bao phủ bởi rừng ở phía Nam làng Tsentoroj, và từ khoảng cách 3 cây số đã dùng hai tên lửa dẫn hướng 9K121 Vikhr để tiêu diệt mục tiêu. Ngày 14 tháng 2, một nhóm chiến đấu tương tự cũng thực hiện các nhiệm vụ "tìm diệt" ở vùng Oak-Yurt và Hatun. Trong các điều kiện tác chiến khó khăn, phi công đã phát hiện và tiêu diệt 8 mục tiêu. Các hoạt động tác chiến này có thể coi là "phép thử" đối với thiết kế, hệ thống điện tử và vũ khí của Ka-50. Hoạt động hiệu quả của nó trong các điều kiện khó khăn, nhiều đồi núi cho thấy sự thành công của nhiều đặc tính thiết kế của Ka-50, ví dụ như khả năng di chuyển linh hoạt.
Ka-50 đã thực hiện tổng cộng 49 phi vụ (số 24: 36; số 25: 13), bắn hơn 100 tên lửa không điều khiển trong tổng số 929 tên lửa, 69 loại đạt bác (1600 viên đạn) và 3 tên lửa chống tăng dẫn hướng Vikhir. Các mục tiêu được tiêu diệt tương đối khá tốt. Nhìn chung kết quả hoạt động ban đầu của Ka-50 và Ka-29 trong thời gian đó được đánh giá là tích cực, với khả năng chiến đấu đã được chứng thực. Nên nhớ các trực thăng Ka-50 tại Chechnya đã tác chiến trong điều kiện thời tiết khó khăn và ở vùng cao nguyên, nhiều đồi núi, tầm nhìn hạn chế cộng với hệ thống phòng không của đối phương vẫn đang hoạt động. Ka-50 đã thể hiện độ tin cậy và hiệu năng cao, dễ bảo trì sửa chữa. Lực đẩy lớn, khả năng cơ động linh hoạt, khả năng thay đổi độ cao và hệ thống cánh quạt nâng đồng trục là một ưu thế của Ka-50 trong điều kiện đồi núi với tầm nhìn hạn chế và gió thổi ngang rất mạnh. Thiết bị thoát hiểm cũng có tác động tích cực đến tâm lý của phi công, cộng thêm mức độ tự động hóa cao trong việc điều khiển bay đã làm giảm đáng kể căng thẳng của người lái.
Phi công Sergey Zolotov, người lái chiếc Ka-50, đã nhận xét:
| “                 | Nếu so sánh khả năng tác chiến với Mi-24, có thể nói là, cao hơn hẳn một bậc, tốt hơn hẳn Mi-24 xét về khả năng định hướng, xét theo hiệu năng trong tác chiến, vì vậy kết quả của chuyến bay lần này liên quan tới chiếc trực thăng này là tốt nhất. Thêm vào đó, xét về khía cạnh khí động học, nó tốt hơn rất nhiều so với các trực thăng khác hiện nay, ý tôi nói là các loại trực thăng khác dùng trong quân đội. | ” |
| — Sergey Zolotov, | |   |

Tuy nhiên, vì nhiều lý do, bộ quốc phòng Nga đã chuyển trọng tâm sang đầu tư xây dựng các phi đội Mil Mi-28 làm trực thăng chủ lực cho quân đội, còn các phiên bản cải tiến của Ka-50 sẽ được sản xuất với số lượng vài chục chiếc để trang bị cho các lực lượng đặc biệt. Những thay đổi về địa-chính trị và quân sự sau Chiến tranh lạnh khiến các trực thăng chuyên về chống tăng ít có vai trò hơn. Mi-28N với các ưu điểm như hoạt động tốt trong mọi thời tiết, chi phí rẻ và có nhiều điểm tương đồng với Mi-24 đã trở nên quan trọng. Vào năm 2003, các lãnh đạo Không quân Nga đã tuyên bố Ka-50 và Mi-28 là hai loại trực thăng tấn công tiêu chuẩn của nước này. Năm 2005 Tổng tham mưu trưởng quân đội Nga, Đại tướng Yuriy Nikolayevich Baluyevskiy cũng tuyên bố Ka-50 và Ka-52 là trực thăng cần thiết cho các lực lượng đặc biệt còn Mi-28N là trực thăng chính của quân đội. Việc sản xuất Ka-50 được tái khởi động vào năm 2006. Năm 2009, Không quân Nga nhận được 3 đơn vị Ka-50, sản xuất từ những dàn khung còn xây dựng dang dở từ hồi giữa thập niên 1990. Tuy nhiên việc sản xuất Ka-50 đã ngưng từ tháng 1 năm 2009, nhương chỗ cho kế hoạch sản xuất đại trà Ka-52.
Chưa được rõ liệu Ka-50 đã tham gia các hoạt động thực chiến khác nào nữa không. Nhưng nó đã tham gia một số đợt diễn tập, bao gồm chiến dịch diễn tập "Biên cương 2004" tại vùng núi Hoa nhung tuyết ở Kyrgyzstan vào tháng 8 năm 2004. Trong buổi diễn tập đó, Ka-50 thể hiện khá tốt, có thể hoạt động ở độ cao lớn và nhiệt độ hơn 30 °C. Một chiếc Ka-50 đã thực hiện nhiệm vụ yểm hộ cho một đợt đổ quân, và đã xử lý tốt các mục tiêu trên mặt đất bằng đại bác và tên lửa. Theo thông cáo của Kamov, sau khi đánh giá các hoạt động của Ka-50, một số chỉnh sửa và nâng cấp đã được tích hợp cho trực thăng này, nhưng không rõ là nâng cấp như thế nào.

## Đặc điểm kỹ thuật (Ka-50)
- Đội bay: 1 người
- Chiều dài: 13,50 m (44 ft 3 in)
- Sải cánh: 2 x 14,50 m (2 x 47 ft 7 in)
- Chiều cao: 5,4 m (17 ft 9 in)
- Diện tích cánh quạt: 330,3 m² (3555 ft²)
- Trọng lượng rỗng: 7800 kg (17200 lb)
- Trọng lượng chất tải: 9800 kg (21600 lb)
- Trọng lượng cất cánh tối đa: 10400 kg (22930 lb)
- Động cơ (cánh quạt): Klimov TV3-117VK
- Kiểu cánh quạt: turbine trục
- Số lượng cánh quạt: 2
- Công suất: 1660 kW (2226 hp)
- Tốc độ tối đa: 350 km/h (217 mph)
- Tầm hoạt động: 1160 km (720 dặm)
- Trần bay: 5500 m (18000 ft)
- Tốc độ lên cao: 10 m/s (1970 ft/phút)
- Chất tải: 30 kg/m² (6 lb/ft²)
- Công suất/khối lượng: 0,33 kW/kg (0,20 hp/lb)

Trang bị vũ khí:
- 1 pháo Shipunov 2A42 30 mm.
- Có thể mang nhiều loại vũ khí gồm hai giá súng 2 nòng 23 mm (940 viên mỗi nòng), 12 tên lửa AT-16 Vikhr ATGM, 2 tên lửa Vympel R-73 (NATO: AA-11 Archer), 40 x 80 mm (3,2 in) rocket trong 2 giá, 4 x 500 kg (1100 lb) bom, 500 l (130 US gal) thùng nhiên liệu ngoài.

## Nước sử dụng
- Nga: 11 chiếc được sử dụng trong Không quân Nga, tất cả đều thuộc Trung tâm Tác chiến và Huấn luyện Hoán chuyển số 344 (344-го ЦБП и ПЛС АА)[58]. Đến năm 2011 thì chỉ còn 6 chiếc hoạt động, số còn lại bị thải loại hay chuyển sang sử dụng để huấn luyện.[59]